# João Pestana
O João Pestana, uma entidade mítica do sono, é um personagem da mitologia portuguesa. O João Pestana é o sono a chegar,  um ser muito tímido e assustadiço que chega devagar quando está tudo silencioso, foge ao mínimo barulho. Quando ele chega os olhos fecham-se as pestanas juntam-se, por isso nunca nenhuma criança o viu. É equivalente ao Pedro Chosco, que deita nos olhos das crianças um grãozinho de areia para elas dormirem, e ao Sandman inglês. O João Pestana é tema frequente nas canções de ninar e nas rimas infantis.
O João Pestana é sempre aguardado com ansiedade, contrariamente a outras entidades malévolas e assustadoras do sono como a Maria-da-Manta e o Insonho.
João Pestana,
João Pestana,
Faz dormir
O menino
Na cama!
(rima popular)
O gordinho
Já lá vem João Pestana
Pé ante pé voz que
não engana
Vem de longe já muito cansado
Pobre João, coitado
Faz ó, ó, Menino também
Faz ó, ó, que o soninho já vem
(canção de embalar)